# Evere
Evere ist eine von 19 Gemeinden der zweisprachigen Region Brüssel-Hauptstadt in Belgien.
Die Anfänge des Dorfes Evere reichen bis ins 11. Jahrhundert zurück. Die erste urkundliche Erwähnung stammt aus dem Jahr 1120.  
Evere liegt im Nordosten Brüssels und grenzt an die Gemeinden Brüssel, Schaerbeek/Schaarbeek und Woluwe-Saint-Lambert/Sint-Lambrechts-Woluwe der Region Brüssel-Hauptstadt sowie an die flämische Gemeinde Zaventem.
Durch Evere führt die wichtige Ausfallstraße Chaussée de Louvain/Leuvensesteenweg sowie der Flughafenzubringer Boulevard Léopold III/Leopold III-laan, an dem sich das NATO-Hauptquartier befindet. In Evere liegt außerdem der größte Friedhof der Hauptstadtregion mit 38 Hektar, der Friedhof Brüssel. Zudem befindet sich der Friedhof Schaerbeek, der nach dieser Gemeinde benannt ist, auf der Gemarkung von Evere.
Evere verfügt über zwei Bahnhöfe der SNCB (Evere und Bordet), wo die Linien S4, S5, S7, S9, S19 der S-Bahn Brüssel teilweise IC-Züge halten. Die Tramlinien 55 und 62 sowie zahlreiche Buslinien sorgen für die Feinerschließung.
Das 1934 eröffnete Solarium d’Evère war das letzte Freibad Brüssels und verfügte über ein 50×20-Meter-Becken mit Sprungturm und großen Liegewiesen. Noch am 12. Juni 1976 wurde ein Rekordbesuch verzeichnet. Bereits zwei Jahre später schloss das Freibad endgültig als letztes Brüsseler Freibad.